# Born Pink Memories
Born Pink Memories, estilizado por el acrónimo B.P.M., es un programa de telerrealidad surcoreano. El programa muestra a las integrantes de Blackpink, Jisoo, Jennie, Rosé y Lisa, detrás de escena durante toda su etapa de preparación y promociones tras el lanzamiento de su segundo álbum Born Pink, así como de su segunda gira mundial Born Pink World Tour. El docu-reality se estrenó el 2 de diciembre de 2022 a través de YouTube y la aplicación Weverse y contó con 34 episodios.

## Antecedentes
El 1 de diciembre de 2022, YG Entertainment publicó sorpresivamente un vídeo de adelanto de un nuevo docu-reality protagonizado por las miembros de Blackpink, bajo el nombre de Born Pink Memories. En el adelanto, se podía apreciar a una persona trabajando duro en una oficina, revisando archivadores, imágenes de películas físicas, registros y fotos impresas pertenecientes a la promoción del álbum del grupo recientemente lanzado, Born Pink, con algunas tomas que incluían imágenes fijas del grupo, con la canción  «Shut Down», último sencillo de Blackpink, como banda sonora del vídeo.
«Blackpink se acercará con un encanto natural diferente al del escenario... y planea comunicarse de cerca con los fanáticos a través de varios episodios, incluidos los horarios detrás de escena», señaló el comunicado oficial de YG Entertainment. Este registro fue lanzado dos años después de su último contenido original del grupo, la serie web 24/365 with Blackpink de 2020.

## Elenco
- Kim Ji-soo, más conocida como Jisoo.
- Kim Jennie, más conocida como Jennie.
- Roseanne Park, más conocida como Rosé.
- Lalisa Manobal, más conocida como Lisa.

## Temporadas
| Temporada | Temporada | Episodios | Episodios | Emisión original       | Emisión original      |
| Temporada | Temporada | Episodios | Episodios | Primera emisión        | Última emisión        |
| --------- | --------- | --------- | --------- | ---------------------- | --------------------- |
|           | 1         | 34        | 34        | 2 de diciembre de 2022 | 20 de octubre de 2023 |

## Episodios
| N.º en serie | N.º en temp. | Título                                                                                  | Duración | Dirigido por | Escrito por | Fecha de emisión original |
| --- | ------------ | --------------------------------------------------------------------------------------- | -------- | ------------ | ----------- | ------------------------- |
| 1 | 1            | «'B.P.M.' Roll #1» «Pink venom is not bad»                                              | 8 min.   | —            | —           | 2 de diciembre de 2022    |
| Las cuatro miembros de Blackpink son registradas filmando los vídeos conceptuales de adelanto de su sencillo «Pink Venom». Posteriormente se revela la filmación del vídeoclip de la canción, donde cada una de ellas además explican los distintos escenarios en los que les correspondió filmar y se les ve interactuar con el cuerpo de bailarinas y el equipo de producción.                                                                              |              |                                                                                         |          |              |             |                           |
| 2 | 2            | «'B.P.M.' Roll #2» «This that pink venom, taste that pink venom»                        | 11 min.  | —            | —           | 9 de diciembre de 2022    |
| En el estudio de baile, las miembros practican la coreografía de «Pink Venom» junto al grupo de bailarinas, ensayan sus pasos y corrigen sus movimientos, a la vez que se divierten e interactúan entre sí comentando su trabajo directamente hacia la cámara en sus ratos libres. Luego se les ve en la sala de espera del programa de televisión Inkigayo para realizar su primera presentación en vivo del nuevo sencillo.                                 |              |                                                                                         |          |              |             |                           |
| 3 | 3            | «'B.P.M.' Roll #3» «Blackpink at the VMA»                                               | 10 min.  | —            | —           | 16 de diciembre de 2022   |
| Las miembros parten desde el Aeropuerto Internacional de Incheon hacia Newark, Nueva Jersey, para su presentación en los MTV Video Music Awards 2022. El seguimiento las registra detrás de escena durante su ensayo general, su interacción con la prensa internacional, su encuentro con los cantantes Anitta y Khalid, parte de su presentación y la premiación de Lisa durante el evento.                                                                 |              |                                                                                         |          |              |             |                           |
| 4 | 4            | «'B.P.M.' Roll #4» «Keep watching me shut it down»                                      | 9 min.   | —            | —           | 23 de diciembre de 2022   |
| Tras un breve registro de la sesión fotográfica realizada para el álbum Born Pink anunciado como un «regalo para blinks», el episodio mostró un detrás de escena de la filmación del vídeo musical de «Shut Down», donde las miembros recrearon escenas de sus anteriores vídeoclips como «Ddu-Du Ddu-Du» y Playing with Fire». Además Lisa apareció con su perro Love y compartieron momentos divertidos frente a la cámara.                                 |              |                                                                                         |          |              |             |                           |
| 5 | 5            | «'B.P.M.' Roll #5» «It's black and it's pink once the sun down»                         | 10 min.  | —            | —           | 30 de diciembre de 2022   |
| Seguimiento al grupo en su visita a Los Ángeles, California, para la promoción de su álbum Born Pink, donde se les ve a las miembros en la tienda oficial de Spotify, en su visita a estaciones de radio, al programa de televisión Jimmy Kimmel Live!, sesiones de práctica junto a la banda para la gira Born Pink World Tour y la filmación de un vídeo especial para la emisión durante los conciertos.                                                   |              |                                                                                         |          |              |             |                           |
| 6 | 6            | «'B.P.M.' Roll #6» «Blackpink in your area»                                             | 12 min.  | —            | —           | 6 de enero de 2023        |
| El episodio registra la preparación y posterior presentación de los primeros dos shows de la gira Born Pink World Tour realizados el 15 y 16 de octubre de 2022 en el Olympic Gymnastics Arena KSPO Dome en Seúl: la etapa de últimos ensayos, la llegada de los fanes al recinto y a las miembros tras el escenario durante la presentación, además de tomas filmadas por las propias integrantes sobre el escenario.                                        |              |                                                                                         |          |              |             |                           |
| 7 | 7            | «'B.P.M.' Roll #7» «Born Pink World Tour begins!»                                       | 12 min.  | —            | —           | 13 de enero de 2023       |
| Registro del detrás de escena de las primeras presentaciones del grupo en su gira mundial fuera de Corea del Sur, en el American Airlines Center de Dallas y el Toyota Center en Houston, durante la prueba de sonido, la interacción con sus fanes, además de la visita de Lisa y Jisoo a una tienda de cosméticos, donde bromearon sobre la condición de Embajadora Mundial de Dior de Jisoo, y una posterior cena de ambas.                                |              |                                                                                         |          |              |             |                           |
| 8 | 8            | «'B.P.M.' Roll #8» «A little peek into our backstage»                                   | 10 min.  | —            | —           | 20 de enero de 2023       |
| Registro del detrás de escena de los conciertos realizados en el State Farm Arena de Atlanta y en el FirstOntario Centre en Canadá, donde se ve a Jisoo ejercitando en un gimnasio, a Jennie comprando helado y paseando por las calles de Ontario, a las miembros preparándose en la sala de maquillajes, además de diversas escenas inéditas sobre el escenario.                                                                                            |              |                                                                                         |          |              |             |                           |
| 9 | 9            | «'B.P.M.' Roll #9» «I do what I want with who I like»                                   | 10 min.  | —            | —           | 27 de enero de 2023       |
| Registro de la visita del grupo a Chicago para sus dos presentaciones en el United Center de Illinois. Jisoo, Jennie y Lisa pasan su tiempo libre compartiendo una cena en un restaurante y luego visitan el Cloud Gate ubicado en el Millennium Park. En el día del primer concierto, Rosé se encuentra delicada de salud, por lo que protege su voz horas antes del show. Jisoo y Lisa abren unas galletas de la fortuna minutos previos a su presentación. |              |                                                                                         |          |              |             |                           |
| 10 | 10           | «'B.P.M.' Roll #10» «Not a comeback sence we've never left»                             | 10 min.  | —            | —           | 3 de febrero de 2023      |
| Las cuatro miembros pasearon por Times Square y las calles de Manhattan en Nueva York días previos a su concierto en Newark. Se registró los momentos previos a sus conciertos en el Prudential Center, además de mostrar escenas de la prueba de sonido, del show y su encuentro con Selena Gomez, quien asistió al concierto en su segundo día y las visitó tras finalizar la presentación.                                                                 |              |                                                                                         |          |              |             |                           |
| 11 | 11           | «'B.P.M.' Roll #11» «It's not the end, it's the beginning»                              | 10 min.  | —            | —           | 10 de febrero de 2023     |
| Las miembros se trasladan en jet privado desde Newark a Los Ángeles para sus últimas dos presentaciones en los Estados Unidos, donde comparten sus experiencias durante el vuelo. En Los Ángeles, se encuentran con Camila Cabello quien comparte escenario con Jisoo interpretando «Liar», mientras los fanes dan testimonio de su cariño y admiración hacia el grupo momentos previos al concierto.                                                         |              |                                                                                         |          |              |             |                           |
| 12 | 12           | «'B.P.M.' Roll #12» «See you soon, London blinks!»                                      | 15 min.  | —            | —           | 17 de febrero de 2023     |
| Seguimiento al grupo desde su salida de Corea del Sur del Aeropuerto Internacional de Incheon a su llegada a Londres para realizar dos presentaciones. El episodio recopila imágenes inéditas en camarines, los minutos previos a sus shows y una selección de breves minutos sobre el escenario. Incluye imágenes de las miembros compartiendo cena, visitando tiendas y paseando en su día libre en Londres.                                                |              |                                                                                         |          |              |             |                           |
| 13 | 13           | «'B.P.M.' Roll #13» «Black paint and ammo, got bodies like Rambo»                       | 13 min.  | —            | —           | 24 de febrero de 2023     |
| Registro del grupo en su visita a Barcelona y Colonia. En España se ve a Lisa visitando un café y a Rosé en un mercado navideño, además de su preparación para el show en el Palau Sant Jordi. En Alemania, se ve a las miembros tras bambalinas en el Lanxess Arena y luego en su día libre, Jisoo y Lisa visitan una feria, para luego verlas a todas tomar el avión hacia París.                                                                           |              |                                                                                         |          |              |             |                           |
| 14 | 14           | «'B.P.M.' Roll #14» «What's up? blink!»                                                 | 11 min.  | —            | —           | 3 de marzo de 2023        |
| Imágenes inéditas de la visita del grupo a París y Copenhague. Las miembros visitaron las calles de la capital francesa en su día de descanso, además de la Torre Eiffel. En Dinamarca, Jennie visitó los Jardines Tivoli. El registro además muestra escenas previas a los conciertos y a las miembros entreteniéndose durante los shows, utilizando un carro portaequipaje eléctrico para trasladarse hacia el escenario.                                   |              |                                                                                         |          |              |             |                           |
| 15 | 15           | «'B.P.M.' Roll #15» «Catch me when you hear my carry on go, vroom, vroom, vroom, vroom» | 13 min.  | —            | —           | 10 de marzo de 2023       |
| En Berlín, se ve a Jennie visitando el río Spree, el Edificio del Reichstag y el Memorial del Muro de Berlín, y a Rosé fotografiándose junto al Beso fraternal socialista, en el día previo a sus presentaciones. El día de sus shows, se les ve a las miembros antes, durante y después de sus presentaciones en el Mercedes-Benz Arena, trasladándose en sus carros portaequipajes eléctricos y divirtiéndose tras el escenario.                            |              |                                                                                         |          |              |             |                           |
| 16 | 16           | «'B.P.M.' Roll #16» «White christmas?! Blackpink christmas!!»                           | 9 min.   | —            | —           | 17 de marzo de 2023       |
| Seguimiento al grupo en su visita a Ámsterdam para el cierre europeo de su tour. Rosé visita el mercado local, mientras que Jisoo y Jennie visitan el puente Magere Brug, sobre el río Amstel. Al día siguiente ya en el Ziggo Dome, las miembros se ven detrás de escena en el concierto y su preparación para interpretar «Last Christmas» como sorpresa para los fanes.                                                                                    |              |                                                                                         |          |              |             |                           |
| 17 | 17           | «'B.P.M.' Roll #17» «Blinks, we missed you so much. Did you miss me too?»               | 11 min.  | —            | —           | 5 de mayo de 2023         |
| El capítulo registra el backstage del inicio de la gira de Blackpink por Asia, tanto en Bangkok como en Hong Kong. Se les ve a las miembros prepararse para sus conciertos, breves entrevistas donde manifiestan su emoción de la nueva etapa de su gira, además de la celebración sobre el escenario de los cumpleaños tanto de Jisoo como de Jennie. |              |                                                                                         |          |              |             |                           |
| 18 | 18           | «'B.P.M.' Roll #18» «Before the fireworks start»                                        | 12 min.  | —            | —           | 12 de mayo de 2023        |
| Blackpink continúa su gira, esta vez registrando su paso por Riad de Arabia Saudita y en el Etihad Park de Abu Dabi en los Emiratos Árabes Unidos, con imágenes detrás de escena y con las miembros divirtiéndose en las pruebas de sonido de sus conciertos. Se registra además detalles de su presentación en el evento benéfico Le Gala des Pièces Jaunes en París del 28 de enero de 2023.                                                                |              |                                                                                         |          |              |             |                           |
| 19 | 19           | «'B.P.M.' Roll #19» «We Are Back!»                                                      | 13 min.  | —            | —           | 19 de mayo de 2023        |
| Registro de las visitas del grupo a Kuala Lumpur y Yakarta para sus conciertos en Malasia e Indonesia en marzo de 2023 respectivamente, tras un receso de su gira durante el mes de febrero, que documenta a las miembros de Blackpink preparándose para sus presentaciones, sus horas de ensayo y los minutos bajo el escenario durante sus conciertos. |              |                                                                                         |          |              |             |                           |
| 20 | 20           | «'B.P.M.' Roll #20» «Runnin' to Blinks»                                                 | 12 min.  | —            | —           | 26 de mayo de 2023        |
| El episodio muestra la visita de Blackpink a Kaohsiung, Taiwán, y a la Provincia de Bulacán en Filipinas. Se muestra a Jisoo en la sala de maquillaje, a Lisa bromear con personal de su equipo y a las miembros divertirse tras bastidores antes de sus pruebas de sonido. En el Arena Filipina, se celebró el cumpleaños de Lisa durante el segundo día de concierto, el 26 de marzo de 2023.                                                               |              |                                                                                         |          |              |             |                           |
| 21 | 21           | «'B.P.M.' Roll #21» «Ready for Coachella»                                               | 12 min.  | —            | —           | 2 de junio de 2023        |
| Primer capítulo de la serie no relacionado con su gira mundial Born Pink World Tour, centrada en los preparativos de las presentaciones del grupo en el Coachella Festival los días 15 y 22 de abril de 2023. El episodio registra los ensayos de Blackpink en el MGM Grand Garden Arena junto a su equipo técnico y grupo de bailarinas y bailarines. |              |                                                                                         |          |              |             |                           |
| 22 | 22           | «'B.P.M.' Roll #22» «Let's have fun together Blinks!»                                   | 10 min.  | —            | —           | 9 de junio de 2023        |
| Detrás de escena del grupo para sus conciertos en el Tokyo Dome en Japón los días 8 y 9 de abril de 2023, con especial atención en la presentación de «Flower» de Jisoo, quien incorporaba por primera vez su sencillo en solitario a la gira mundial. Además se registran nuevos ensayos del grupo en Los Ángeles para su posterior presentación en Coachella Festival.                                                                                      |              |                                                                                         |          |              |             |                           |
| 23 | 23           | «'B.P.M.' Roll #23» «Tonight, PINKCHELLA»                                               | 10 min.  | —            | —           | 16 de junio de 2023       |
| El episodio inicia cuando a las miembros, en diciembre de 2022, se les informa que serán cabeza de cartel del Coachella Festival en 2023. Luego se registra el paso del grupo por el festival, detrás de escena, minutos antes de subir al escenario, parte de sus presentaciones y la alegría tras el éxito una vez terminado el concierto, festejando con amigos, músicos y el equipo de producción.                                                        |              |                                                                                         |          |              |             |                           |
| 24 | 24           | «'B.P.M.' Roll #24» «Goodbye Coachella! Hola México!»                                   | 11 min.  | —            | —           | 23 de junio de 2023       |
| Registro de la segunda presentación del grupo en Coachella Festival 2023, su encuentro con Rosalía y las celebraciones tras el show junto a su equipo de bailarines, además del seguimiento del grupo en su primera visita a México para el Born Pink World Tour, con momentos inéditos de interacción con el público durante su presentación. |              |                                                                                         |          |              |             |                           |
| 25 | 25           | «'B.P.M.' Roll #25» «We are the Pink Rangers»                                           | 9 min.   | —            | —           | 30 de junio de 2023       |
| El episodio registra la visista del grupo a Singapur para sus presentaciones de los días 13 y 14 de mayo de 2023 en el Estadio Nacional de Singapur. Jisoo y Rosé comparten una comida antes de su presentación, se las ve a todas juntas en la prueba de sonido, sacándose fotografías para el recuerdo y presenta imágenes inéditas de los shows realizados.                                                                                                |              |                                                                                         |          |              |             |                           |
| 26 | 26           | «'B.P.M.' Roll #26» «Play with us, Blinks!»                                             | 13 min.  | —            | —           | 7 de julio de 2023        |
| El capítulo acompaña al grupo en su visita a Macao, para las presentaciones de los días 20 y 21 de mayo de 2023 en el Galaxy Arena, registrando a las miembros comiendo antes de sus shows, jugando Tekken y Metal Slug en máquinas de Arcade, además de coleccionar pequeños peluches en una mini máquina de garra ubicada en el backstage. |              |                                                                                         |          |              |             |                           |
| 27 | 27           | «'B.P.M.' Roll #27» «Unforgettable memories with Blinks»                                | 9 min.   | —            | —           | 14 de julio de 2023       |
| Registro del grupo en su segunda visita a Tailandia para sus conciertos, esta vez en el Estadio Rajamangala, y también su segunda tanda de conciertos en Japón, ahora en el Osaka Dome. A Jisoo se le rompe su micrófono minutos antes de salir al escenario, Rosé sufrió dos divertidos accidentes en backstage, mientras que por primera vez el grupo se presentó sin una de sus miembros, Jisoo, ya que dio positivo al test de COVID-19 dos días antes.   |              |                                                                                         |          |              |             |                           |
| 28 | 28           | «'B.P.M.' Roll #28» «Aussie! Aussie! Aussie! Blackpink Blackpink Blackpink»             | 10 min.  | —            | —           | 21 de julio de 2023       |
| El grupo visita Melbourne, Australia, para sus presentaciones los días 10 y 11 de junio de 2023 en el Rod Laver Arena. El episodio se centra en Rosé, que retorna a la ciudad donde creció. Se le ve visitando el tranvía y paseando por la ciudad, para luego registrar el backstage de sus dos presentaciones, donde las miembros se preparan y disfrutan el espectáculo, con registros inéditos de ambos shows.                                            |              |                                                                                         |          |              |             |                           |
| 29 | 29           | «'B.P.M.' Roll #29» «As if it's your last!»                                             | 14 min.  | —            | —           | 28 de julio de 2023       |
| Blackpink continúa sus presentaciones en Australia. Lisa toma un taxi aéreo para visitar la Isla de Rottnest para conocer a los quokkas, mientras que el resto del grupo llega a Nueva Gales del Sur, Sidney, donde visitan el Opera House y pasean de noche por la ciudad. Además se registran momentos de sus dos presentaciones en el Qudos Bank Arena. |              |                                                                                         |          |              |             |                           |
| 30 | 30           | «'B.P.M.' Roll #30» «What's up Blinks! We are back»                                     | 12 min.  | —            | —           | 22 de septiembre de 2023  |
| Tras casi dos meses, la serie volvió con el episodio centrado en la visita del grupo a Londres para su histórica presentación en el BST Hyde Park el 2 de julio de 2023. Luego se registra su segunda visita a París en el marco del Born Pink World Tour, esta vez en el Stade de France el 15 de julio de 2023. En ambas grabaciones se ve las miembros tras el escenario, pruebas de ensayo y ratos libres.                                                |              |                                                                                         |          |              |             |                           |
| 31 | 31           | «'B.P.M.' Roll #31» «Xin chào Viêtnam!»                                                 | 7 min.   | —            | —           | 29 de septiembre de 2023  |
| Episodio centrado en la visita del grupo por primera vez a la ciudad de Hanói, capital de Vietnam, los días 29 y 30 de julio de 2023, para sus dos presentaciones en el Estadio Nacional Mỹ Đình. El capítulo registra a las miembros del grupo tras el escenario y parte de sus actuaciones, incluido el baile viral de «See Tình» de Hoàng Thùy Linh. Al final del episodio, se ve a Rosé prepararse para pagar una apuesta perdida con las miembros.       |              |                                                                                         |          |              |             |                           |
| 32 | 32           | «'B.P.M.' Roll #32» «Encore! in North America»                                          | 10 min.  | —            | —           | 6 de octubre de 2023      |
| El episodio repasa las vivencias del grupo en su segunda visita a los Estados Unidos en el marco de su gira, esta vez a Nueva York y Las Vegas, los días 11, 12 y 18 de agosto de 2023. Se ve a las miembros divertirse en la prueba de sonido, tanto en el MetLife Stadium como en el Allegiant Stadium, testimonios de algunos de los asistentes y fragmentos de las presentaciones de algunas de sus canciones.                                            |              |                                                                                         |          |              |             |                           |
| 33 | 33           | «'B.P.M.' Roll #33» «Been around the world, pearls on ya girl, VVS's we invested uh!»   | 13 min.  | —            | —           | 13 de octubre de 2023     |
| Capítulo que registra la visita del grupo a San Francisco y Los Angeles, para el cierre de su gira mundial en los Estados Unidos, mostrando parte del backstage, pruebas de sonido y ensayos de ambos conciertos, realizados en el Oracle Park y el Dodger Stadium. Se les ve a las miembros recibir regalos de sus fanes, disfrutar de juegos arcade en sus ratos libres y tener un emocionante concierto final, antes de su despedida de la gira en Seúl.   |              |                                                                                         |          |              |             |                           |
| 34 | 34           | «'B.P.M.' Roll #34» «Last roll»                                                         | 14 min.  | —            | —           | 20 de octubre de 2023     |
| Capítulo final del docureality, que registra las presentaciones del grupo en el Gocheok Sky Dome de Seúl, los días 16 y 17 de septiembre de 2023, como cierre de la gira mundial Born Pink World Tour. El episodio contiene además los testimonios de bailarines de respaldo, músicos y equipo artístico, respecto a la experiencia de la gira, además de un mensaje final de agradecimiento de las miembros.                                                 |              |                                                                                         |          |              |             |                           |